# Kenichiro Tokura
Kenichiro Tokura (Kanagawa, 31 mei 1971) is een voormalig Japans voetballer.

## Carrière
Kenichiro Tokura speelde tussen 1994 en 2001 voor Verdy Kawasaki, Kawasaki Frontale, Gamba Osaka, Kyoto Purple Sanga en Shonan Bellmare.